# NGC 6535
NGC 6535 is een bolvormige sterrenhoop in het sterrenbeeld Slang. Het hemelobject werd op 26 april 1852 ontdekt door de Britse astronoom John Russell Hind.

## Synoniemen
- GCl 83